# Xã Turman, Quận Sullivan, Indiana
Xã Turman (tiếng Anh: Turman Township) là một xã thuộc quận Sullivan, tiểu bang Indiana, Hoa Kỳ. Năm 2010, dân số của xã này là 1.061 người.